# Seutula
Seutula  est un quartier du district de Kivistö de Vantaa en Finlande,.

## Description
Seutula est situé à l'intérieur du coude du Vantaanjoki.
L'hôpital de Katriina, l'école decSeutula, la chapelle decSeutula, le manoir de Katrineberg et le manoir de Königstedt sont situés dans le quartier.
Dans les années 1950, le nouvel aéroport d'Helsinki (1952), l'actuel aéroport d'Helsinki-Vantaa (1977), a été construit en bordure de la route Seutulantie menant de Ruskeasanna à Seutula.
L'aéroport a été construit à environ 8 km au sud-est de Seutula, dans les parties nord de Veromihenkylä et de la paroisse rurale d'Helsinki.

## Galerie

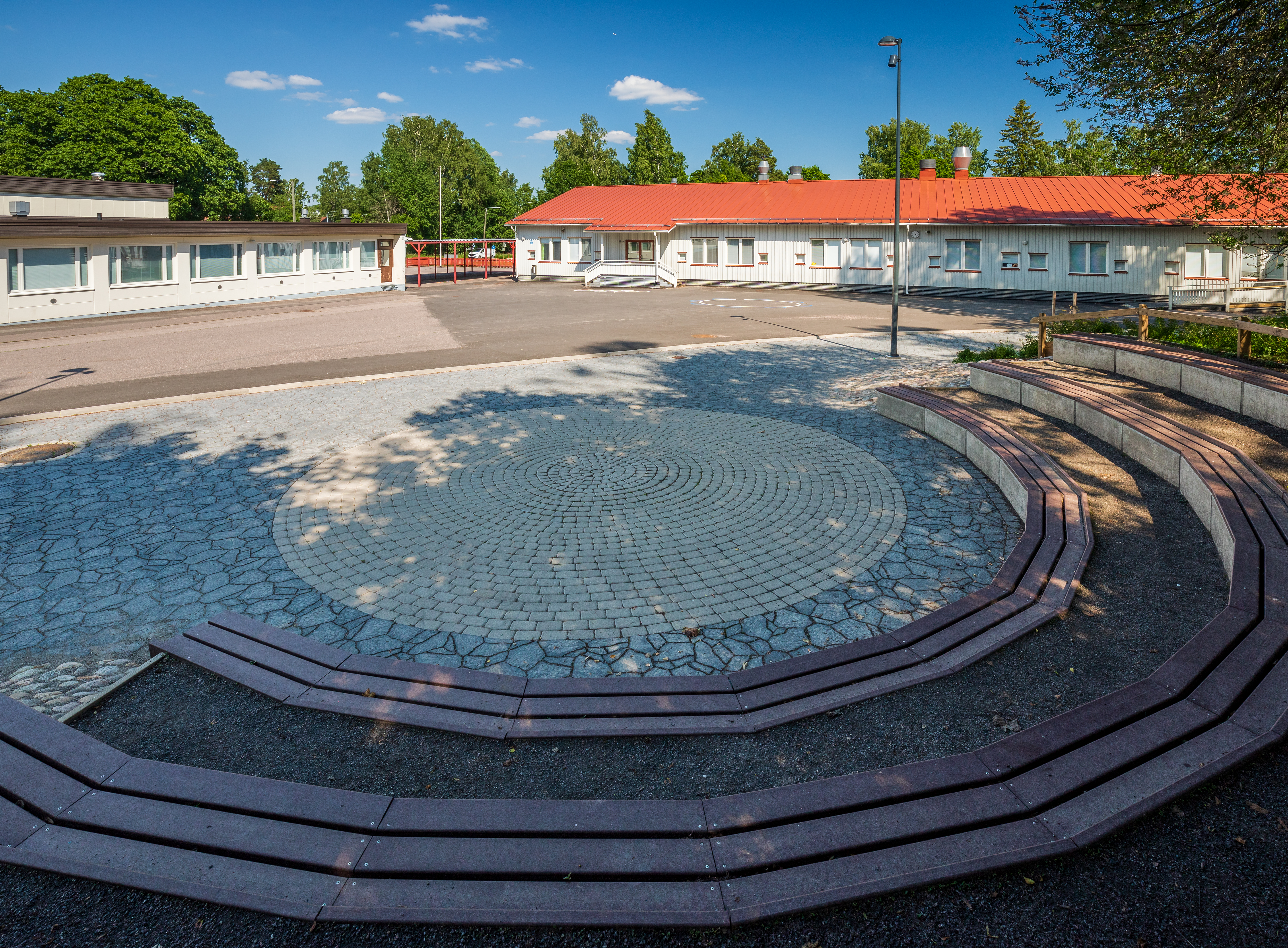
École de Seutula.
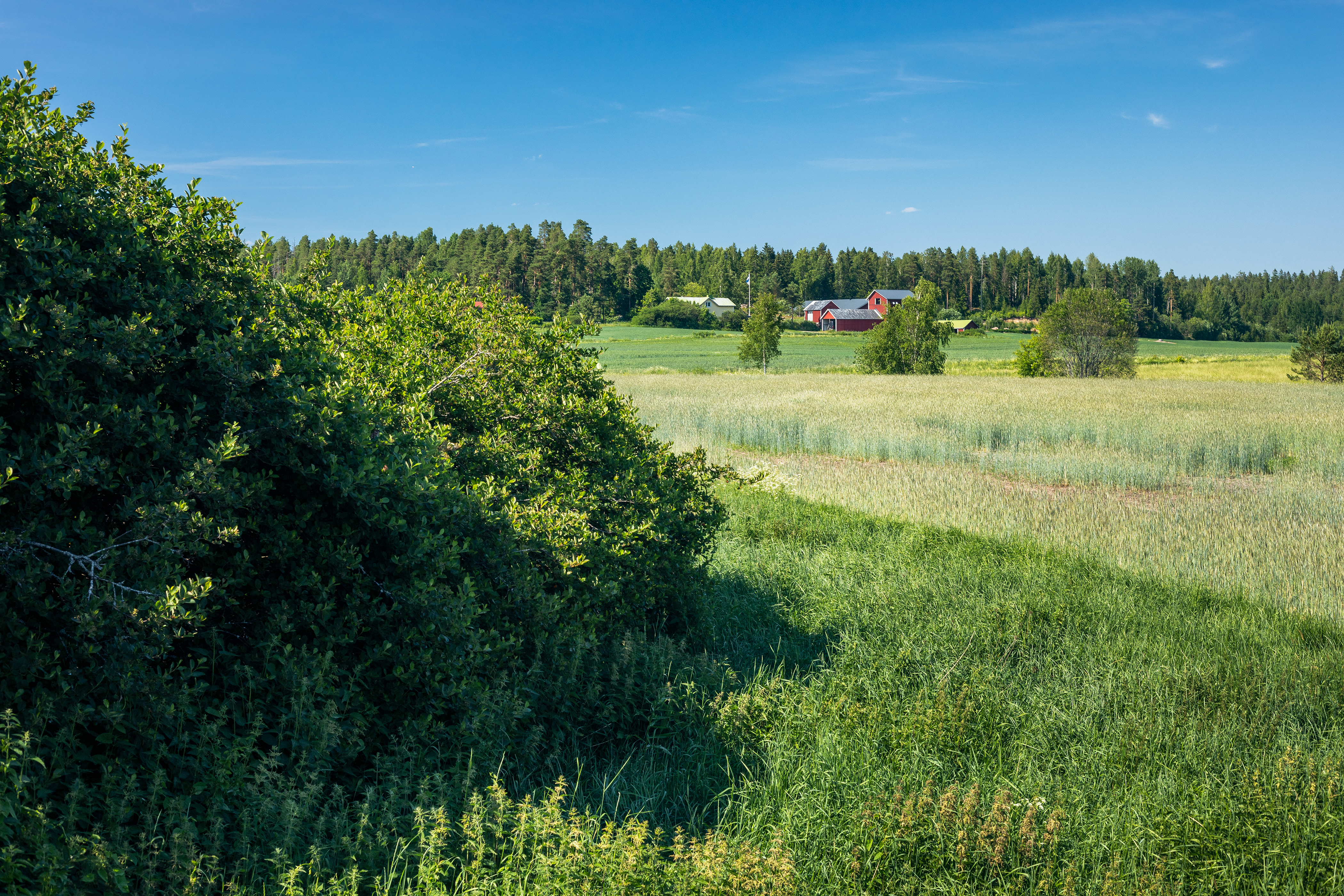
Katinkallionpuisto.
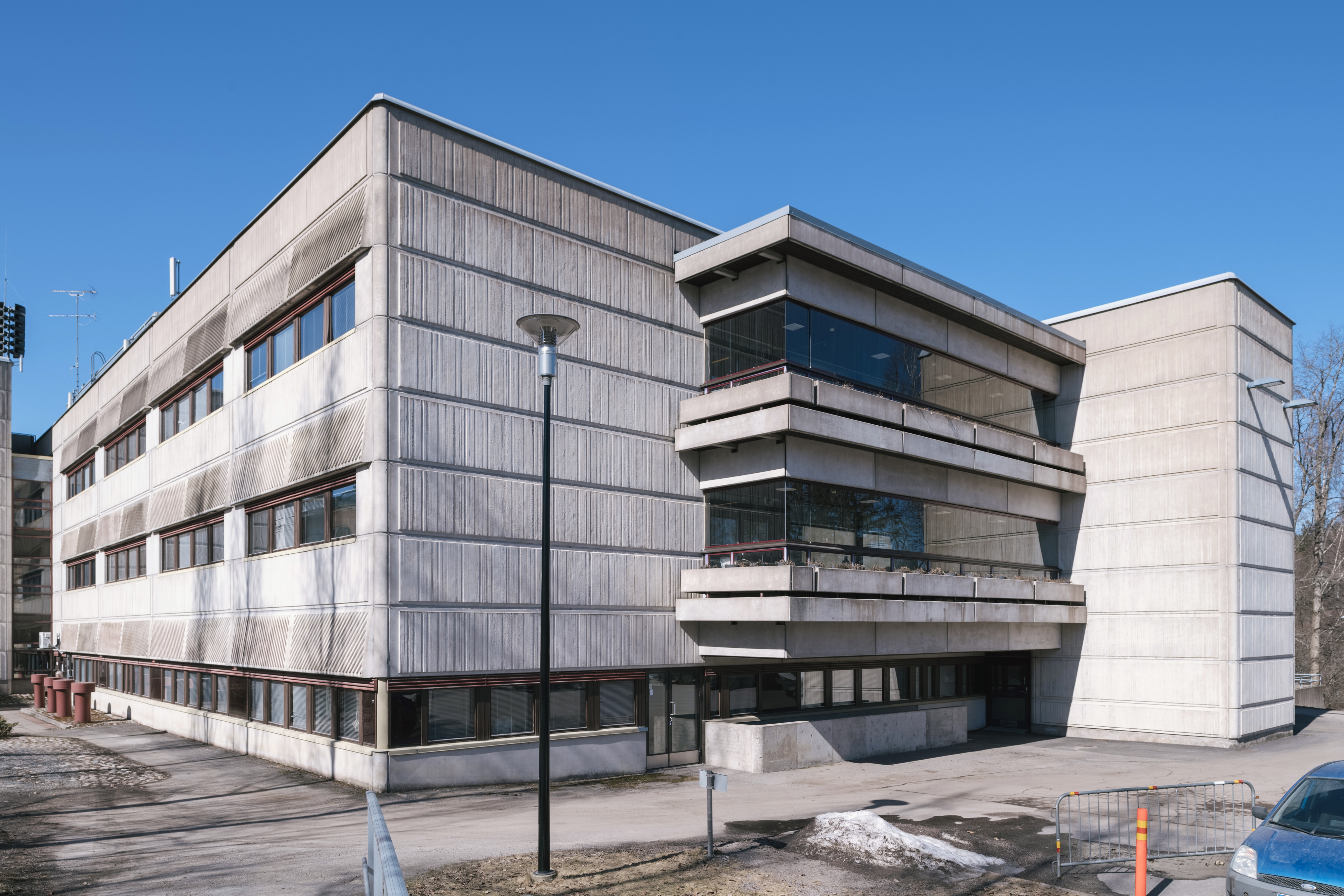
Hôpital de Katriina.
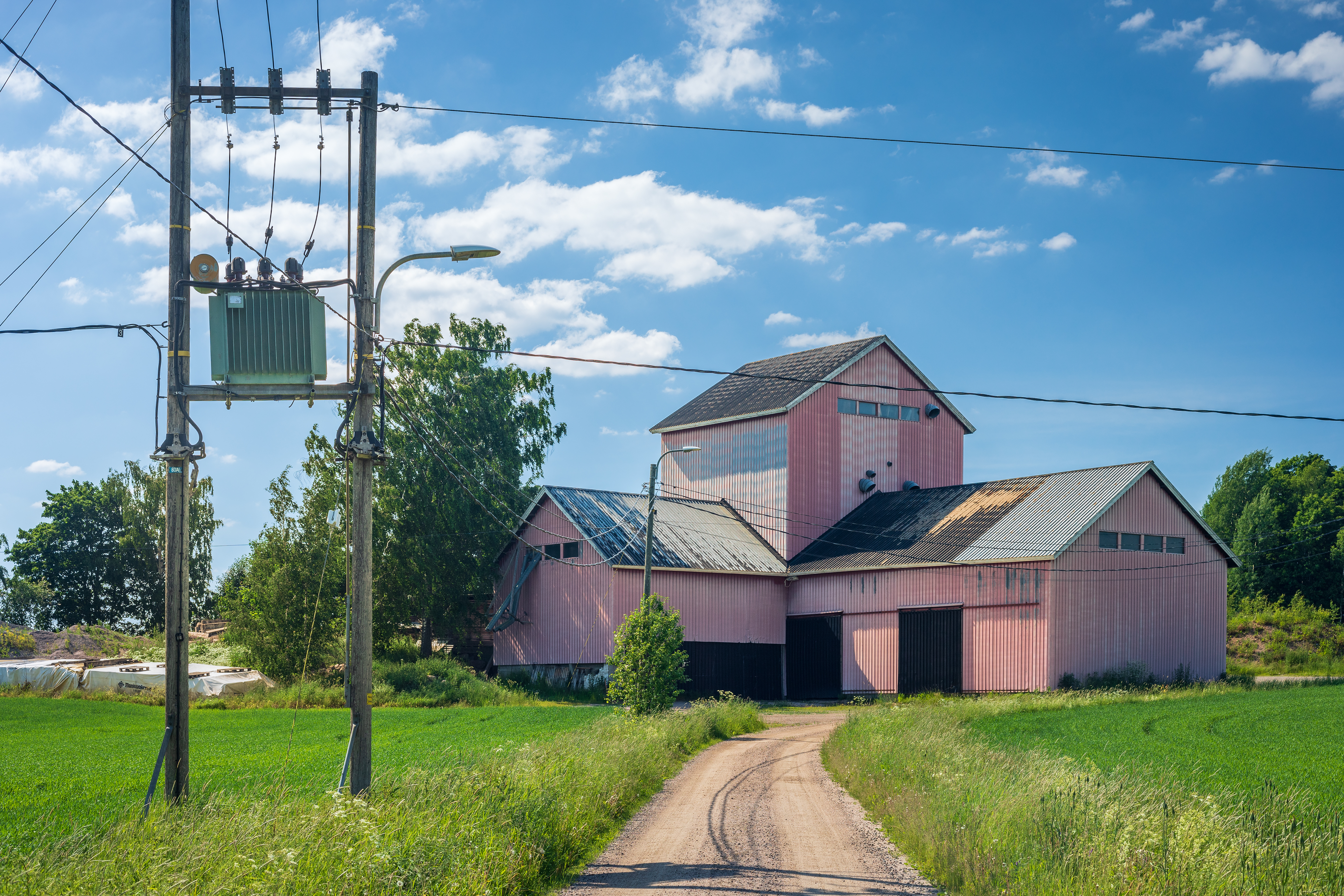
Grenier de Lampurintie.